# Хольмстрём, Аксель (анархист)
Нильс Аксель Хольмстрём (швед. Nils Axel Holmström, 7 сентября 1881, Лунд — 24 ноября 1947) — шведский младосоциалист, анархист, журналист, издатель.
После 1905 года помогал российским революционерам в Швеции. Редактировал анархистскую газету Brand («Огонь»). В 1906 году сидел в тюрьме за антимилитаристскую пропаганду. В 1910 году основал издательство, в котором издавал книги Бруно Травена, Эптона Синклера, Лизы Тецнер.